# Höchstädti csata (1704)
A höchstädti csata (angolszász irodalomban blenheimi csata) a spanyol örökösödési háború fordulópontja volt, melyben a John Churchill és Savoyai Jenő vezette szövetséges osztrák-angol-holland erők megsemmisítő vereséget mértek a Camille de Tallard marsall által irányított francia-bajor csapatokra. A csata után megfordult a háború menete, a harcok ezek után Franciaország földjére terelődtek.
„Második höchstädti csatának” is nevezik, megkülönböztetve az egy évvel korábban, 1703. szeptember 20-án ugyanitt zajlott első höchstädti csatától.

## Előzmények
1703–1704 a Habsburg Birodalom egyik legnehezebb időszaka volt. A francia hadsereg, egyesülve a Bajor Választófejedelemség csapataival invázióra készült, emellett II. Rákóczi Ferenc felkelése a keleti országrészt fenyegette, sőt Észak-Itália felől is inváziós veszélytől kellett tartani. A veszélyt felismerve John Churchill, Marlborough grófja, a Hollandiában állomásozó szövetséges seregek parancsnoka elhatározta, hogy megállítja a Duna völgyében előretörő francia–bajor seregeket. Tervét a holland szövetségesek nem támogatták, mert féltek, ha kiviszi csapatait a régióból, a franciák lerohanják Hollandiát is.
A valóságban a szövetségeseknek, ha nem akarták elveszteni a háborút, egyetlen választása volt: Bécs megmentése, hiszen a császárváros elestével széthullott volna a franciaellenes szövetség, és XIV. Lajos francia király akadálytalanul biztosíthatta volna a spanyol trónt utódainak, ami az angolok számára elfogadhatatlan volt. Marlborough ezért azonnal elindult, és mind a hadtápot, mind az ellenség megtévesztését példamutatóan szervezte meg. Felvonulási útvonala mentén lerakatokat létesített, ahol a katonákat felszereléssel és élelemmel látták el, így a seregnek nem magának kellett az ellátmányt rekvirálnia. Ez növelte a csapatok morálját és gyorsította haladásukat. Mivel a herceg egymaga volt a hadtáp parancsnoka és a hadsereg fővezére, a ellátás tökéletes összhangban volt az útvonaltervvel (nem úgy, mint például a franciáknál). Marlborough nem csak a francia sereget tévesztette meg hadműveleteivel és irányváltásaival, de összezavarta a holland kormányt is, amely úgy tudta, hogy az angol–holland csapatok csak előrébb vonulnak a Németalföldet fenyegető franciák ellen.
Marlborough seregei öt hét alatt 400 km-t tettek meg, és a Duna felső folyása mentén megközelítették a francia seregeket. Camille d’Hostun, Tallard grófja kitért az összeütközés elől, helyette egyesült II. Miksa Emánuel bajor választófejedelem csapataival; eközben John Churchill erői a Savoyai Jenő vezette osztrák fősereggel találkoztak. Itt kezdődött kettejük kapcsolata, ami a háború és életük végére kiváló munka- és baráti együttműködéssé alakult.

## A csata

### A seregek helyzete
A kissé nagyobb létszámú francia-bajor sereg Höchstädttől északra, Lutzingen és Blindheim falvak között foglalta el állásait a Nebel-patak mögött. A felállás szerencsétlen volt, ugyanis a sereg mögött volt a Duna folyó, jelentősen gátolva egy esetleges visszavonulást. Az osztrák erők a szövetségesek jobbszárnyán Savoyai Jenő vezetésével, a legjobb angol és holland csapatok a balszárnyon Marlborough irányítása alatt, a Nebel túloldalán álltak fel. Az angolszász történészek az angol csapatokhoz legközelebbi faluról, Blindheimről nevezték el az ütközetet blenheimi csatának.

### A szövetséges támadás
A csata déli 12:30-kor vette kezdetét, rendkívül széles, 6 km-es arcvonalon. Savoyai Jenő a bajorokkal került szembe, akiknek az első vonalát két ízben is áttörte, de a bajor lovasság mindkét alkalommal vissza tudta verni. A jobbszárnyon kezdetben Marlborough nem tudott átkelni a Nebel túloldalára, kétórás küzdelem árán sikerült csak megvetnie lábát a túlparton. Ettől a ponttól a francia-bajor erők számára a helyzet kezdett romlani. A bajorok megrettentek Savoyai képzettebb osztrák csapatainak támadásaitól, és amikor a császári vezér egységei behatoltak Lützingenbe, a bajorok visszavonultak.
Marlborough erői Blindheim közelében át tudták törni a francia vonalakat is, akik szintén megkezdték a visszavonulást.

### A francia csapatok pusztulása
A francia erők visszavonulását nagyban gátolta a Duna, mely megakadályozta, hogy dél felé meneküljenek. Északnyugati irányból érte őket a támadás, így egyedül kelet felé egy szűk folyosón, a folyóval párhuzamosan tudtak volna elvonulni, azonban a bajor erők megfutamodásával ez az út ki volt téve az osztrák erők támadásának. A visszavonulókat a folyóba szorították, ahol megpróbáltak átkelni, sokan megfulladtak, sokakat elfogtak. A végeredmény: a francia–bajor sereg összességében több mint 35 000 főt vesztett, azonban a szövetségesek is 12 000 halottal és sebesülttel fizettek a győzelemért.
A szövetséges erők győzelmüket a franciák rossz helyezkedésének, az angol csapatok rendkívüli tűzfegyelmének, valamint Savoyai Jenő és John Churchill remek vezetésének köszönhették.

## Következmények
A háború menete ezzel a győzelemmel megfordult. Az osztrák főváros, Bécs fenyegetettsége elmúlt, a harcok francia földre terelődtek, és egy évtizeddel később, 1714-ben angol-osztrák győzelemmel fejeződött be a háború. A csata Rákóczi-szabadságharc menetének fordulópontját is jelentette, hiszen a közvetlen invázió veszélyének elhárulásával Ausztria a magyarországi eseményekre is odafigyelhetett.